# Museu de Arte Stark
O Museu de Arte Stark é um estabelecimento localizado na Cidade de Orange, Texas. Localizado na costa do golfo do Texas, este edifício de dois andares possui uma grande coleção de obras de arte, com grande interesse na arte e artefatos do Oeste americano. O Museu foi fundado pela Nelda C. e H.J. Lutcher Stark Foundation.
O museu ocupa uma quadra inteira da cidade, e o edifício ocupa 15.000 pés quadrados de espaços para exposições.

Este museu tem uma grande coleção de pinturas e esculturas.